# Neoclytus rufitarsis
Neoclytus rufitarsis es una especie de escarabajo longicornio del género Neoclytus, tribu Clytini, subfamilia Cerambycinae. Fue descrita científicamente por Chevrolat en 1860.

## Descripción
Mide 11 milímetros de longitud.

## Distribución
Se distribuye por Guatemala.